# 松田晋二
松田晋二（まつだ しんじ、1978年5月24日 - ）は、日本のドラマー。THE BACK HORNのドラムス担当。福島県東白川郡塙町出身。バンドのリーダー。通称は「マツ」。

## 人物
- シークレットトラックの「母さんの唄」、「未来ネズミ」ではボーカルを担当。
- 「マニアックヘブン」では監督も担当した。
- 「天気予報」では朗読を担当。2006年のマニアックヘブンVol.1では同曲で初のセンターポジションに立った。
- 2010年9月 同じ福島県出身である山口隆（サンボマスター）、渡辺俊美（TOKYO No.1 SOUL SET）、箭内道彦と4人で猪苗代湖ズを結成した。
- 2011年3月 東日本大震災のチャリティー曲「I love you & I need you ふくしま」のレコーディングに参加した。この曲はインターネット上で一曲420円で配信され、収益のすべてが福島県に寄付された [1]。
- 2011年震災直後、THE BACK HORNとして、『世界中に花束を』を制作。同年3月30日に緊急配信した。この曲も収益金が震災復興の義援金として寄付された[2]。
- 他アーティストへの作詞提供も行っており、KinKi Kidsのアルバム『N album』では、『雨音のボレロ』の作詞を担当している[3]。
- THE BACK HORNのミニ・アルバム『情景泥棒』のジャケットの作品は松田がデザインしたものである。

## 使用機材
- カノウプスを基本にシンバル類はジルジャン、パイステ、
- ペダルはパールの構成
- スネア以外はDWに基本セットしシンバル類は全てパイステに変更。
- ペダルはDW 5000に2011年現在のメインセット

## 出演

### CM
- 江崎グリコ「チーザ」- 旅館の番頭役

### ラジオ
- 『THE BACK HORN 松田晋二の「夜更けの囁き」』（DateFM） 土曜日でDJ担当。